# Horcajo de Santiago
Horcajo de Santiago est une municipalité espagnole de la province de Cuenca, dans la région autonome de Castille-La Manche.